# DDR-Meisterschaft im Straßenrennen der Frauen 1986
Die DDR-Meisterschaft im Straßenrennen der Frauen 1986 fand am 7. Juni in Stadtilm in Thüringen statt und wurde als Eintagesrennen ausgetragen.

## Strecke
Das Straßenradrennen führte über einen Rundkurs von 19 Kilometern, der viermal zu absolvieren war. Ausgetragen wurde das Meisterschaftsrennen im thüringischen Stadtilm. Diese Strecke war 76 Kilometer lang. Der Kurs war bergig und hatte seine Hauptschwierigkeit in der Auffahrt zum „Großen Hund“ im Süden von Stadtilm, der einen Anstieg von 15 Prozent aufwies. Durch kühle Temperaturen um 10 Grad wurde das Rennen zusätzlich erschwert. Es war die 31. Austragung der Meisterschaft.

## Rennverlauf
38 Radrennfahrerinnen aus den Sportclubs der DDR sowie aus mehreren Betriebssportgemeinschaften (BSG) waren am Start. In der zweiten Runde bildete sich eine Spitzengruppe von sechs Fahrerinnen mit drei Sportlerinnen des SC DHfK Leipzig, die bis zum Ziel einen deutlichen Vorsprung herausfuhr. Am letzten Anstieg löste sich Petra Rossner aus der Gruppe und kam mit knappem Vorsprung ins Ziel.
18 Fahrerinnen erreichten das Ziel.

## Ergebnis
|     | Fahrer        | Verein             | Zeit (h)       |
| --- | ------------- | ------------------ | -------------- |
| 01. | Petra Rossner | SC DHfK Leipzig    | 2:26:14        |
| 02. | Manuela Geyer | SC Karl-Marx-Stadt | + 0:04 Minuten |
| 03. | Angela Ranft  | SC Karl-Marx-Stadt | + 0:08 Minuten |
| 04. | Gabi Roestel  | SC DHfK Leipzig    | + 0:13 Minuten |
| 05. | Susanne Götze | SC Turbine Erfurt  | + 0:30 Minuten |
| 06. | Susanna Schur | SC DHfK Leipzig    | + 0:40 Minuten |
| 0 … |               |                    |                |

## Weblink
- DDR-Meisterschaft der Frauen im Straßenradsport in der Datenbank von Radsportseiten.com